# Nashville SC
Nashville SC är en professionell fotbollsklubb i Nashville i Tennessee i USA som spelar i Major League Soccer (MLS). Hemmamatcherna spelas på Nissan Stadium.

## Historia
Klubben grundades den 20 december 2017 när MLS tillkännagav att ligan bestämt sig för att placera en ny klubb i Nashville. I staden fanns då redan en nybildad proffsklubb som hette Nashville SC och som skulle spela sin första säsong 2018 i United Soccer League (USL), den näst högsta fotbollsligan i USA.
I februari 2019 offentliggjordes klubbens namn, logotyp och färgschema. Efter önskemål från supportrarna fick klubben namnet Nashville SC och huvudfärgen guld, samma namn och huvudfärg som den redan existerande klubben i staden. Månaden efter tillkännagav klubben att man även skulle behålla samma tränare, engelsmannen Gary Smith.
Nashville debuterade i MLS den 29 februari 2020 med en hemmamatch mot Atlanta United inför 59 069 åskådare på Nissan Stadium, den största publiken på en fotbollsmatch i delstaten Tennessees historia. Matchen vanns av Atlanta United med 2–1 och Nashvilles första mål i MLS gjordes av Walker Zimmerman. Redan efter två omgångar pausade dock MLS säsongen på grund av coronaviruspandemin. Inför det att säsongen skulle återupptas i juli med MLS is Back Tournament bestämde ligan att Nashville skulle flyttas från Western Conference till Eastern Conference för att det skulle bli ett jämnt antal klubbar i alla grupperna i turneringen. När turneringen skulle starta tvingades dock Nashville tillsammans med Dallas att dra sig ur eftersom flera spelare hade testat positivt för covid-19. Första matchen för Nashville efter uppehållet kom i stället den 12 augusti borta mot Dallas, och då kom också klubbens första vinst i MLS, 1–0. Nashville kom sjua i Eastern Conference och gick till slutspel. Där slog man först ut den andra nykomlingen Inter Miami och sedan toppklubben Toronto innan säsongen tog slut mot de blivande mästarna Columbus Crew.

## Säsonger
| Major League Soccer | Major League Soccer | Major League Soccer | Major League Soccer | US Open Cup | US Open Cup | Champions League | Champions League | Leagues Cup | Leagues Cup |
| Säsong              | Konferens           | Placering           | Slutspel            | Säsong      | Resultat    | Säsong           | Resultat         | Säsong      | Resultat    |
| ------------------- | ------------------- | ------------------- | ------------------- | ----------- | ----------- | ---------------- | ---------------- | ----------- | ----------- |
| 2020                | Eastern             | 7:a (av 14)         | Kvartsfinal         | 2020        | Inställd    |                  |                  |             |             |
| 2021                | Eastern             |                     |                     | 2021        |             | 2021             | Ej kvalificerad  | 2021        |             |

## Spelartrupp
| 1  | USA | Joe Willis     | 10 augusti 1988  | Houston Dynamo (-19)               |
| 30 | USA | Elliot Panicco | 18 november 1996 | University of North Carolina (-20) |
| 32 | USA | Will Meyer     | 24 maj 1998      | University of Akron (-22)          |
| 35 | USA | Bryan Meredith | 2 augusti 1989   | Vancouver Whitecaps (-21)          |

| 2  | USA | Daniel Lovitz      | 27 augusti 1991 | CF Montréal (-19)                    |
| 4  | USA | Dave Romney        | 12 juni 1993    | Los Angeles Galaxy (-19)             |
| 5  | USA | Jack Maher         | 28 oktober 1999 | Indiana University Bloomington (-20) |
| 15 | USA | Eric Miller        | 15 januari 1993 | New York City (-19)                  |
| 21 | USA | Ahmed Longmire     | 11 oktober 1999 | University of California (-22)       |
| 22 | USA | Josh Bauer         | 22 juli 1998    | Atlanta United (-22)                 |
| 23 | USA | Taylor Washington  | 16 augusti 1993 | Pittsburgh Riverhounds (-18)         |
| 24 | USA | Robert Castellanos | 11 maj 1998     | Rio Grande Valley (-21)              |
| 25 | USA | Walker Zimmerman   | 19 maj 1993     | Los Angeles FC (-20)                 |

| 6  | USA      | Dax McCarty        | 30 april 1987     | Chicago Fire (-19)           |
| 7  | USA      | Handwalla Bwana    | 25 juni 1999      | Seattle Sounders (-20)       |
| 10 | Tyskland | Hany Mukhtar       | 21 mars 1995      | Bröndby (-19)                |
| 13 | USA      | Irakoze Donasiyano | 3 februari 1998   | University of Virginia (-21) |
| 19 | USA      | Alex Muyl          | 30 september 1995 | New York Red Bulls (-20)     |
| 20 | Panama   | Aníbal Godoy       | 10 februari 1990  | San Jose Earthquakes (-20)   |
| 26 | USA      | Luke Haakenson     | 10 september 1997 | Creighton University (-20)   |
| 27 | Kamerun  | Brian Anunga       | 10 augusti 1996   | Charleston Battery (-20)     |
| 54 | USA      | Sean Davis         | 8 februari 1993   | New York Red Bulls (-22)     |

| 8  | Costa Rica      | Randall Leal | 14 januari 1997  | Saprissa (-20)               |
| 9  | Elfenbenskusten | Aké Loba     | 1 april 1998     | Monterrey (-21)              |
| 11 | USA             | Ethan Zubak  | 15 april 1998    | Los Angeles Galaxy (-22)     |
| 12 | USA             | Teal Bunbury | 27 februari 1990 | New England Revolution (-22) |
| 14 | Mexiko          | Daniel Ríos  | 22 februari 1995 | Guadalajara (-19)            |
| 17 | USA             | C.J. Sapong  | 27 december 1988 | Chicago Fire (-21)           |

### Utlånade spelare
| Nr | Land    | Pos | Namn                                                     |
| -- | ------- | --- | -------------------------------------------------------- |
| -  | Uruguay | A   | Rodrigo Piñeiro (i Unión Española till 31 december 2022) |

## Tränare
Klubben har haft följande huvudtränare:
| Tränare    | Säsong(er) | Källa |
| ---------- | ---------- | ----- |
| Gary Smith | 2020–      | [ 9 ] |